# Cantonul Carentan
Cantonul Carentan este un canton din arondismentul Saint-Lô, departamentul Manche, regiunea Basse-Normandie, Franța.

## Comune
| Comune                   | Populație (1999) | Cod poștal | Cod INSEE |
| ------------------------ | ---------------- | ---------- | --------- |
| Auvers                   | ...              | 50500      | 50023     |
| Auxais                   | ...              | 50500      | 50024     |
| Brévands                 | ...              | 50500      | 50080     |
| Carentan                 | ...              | 50500      | 50099     |
| Catz                     | ...              | 50500      | 50107     |
| Méautis                  | ...              | 50500      | 50298     |
| Raids                    | ...              | 50500      | 50422     |
| Saint-André-de-Bohon     | ...              | 50500      | 50445     |
| Saint-Côme-du-Mont       | ...              | 50500      | 50458     |
| Saint-Georges-de-Bohon   | ...              | 50500      | 50470     |
| Saint-Hilaire-Petitville | ...              | 50500      | 50485     |
| Saint-Pellerin           | ...              | 50500      | 50534     |
| Sainteny                 | ...              | 50500      | 50564     |
| Les Veys                 | ...              | 50500      | 50631     |